# Henri-Charles Dupont
Henri-Charles Dupont (Saint-Pierre (Jersey), 19 februari 1877 - Coutances, 1 oktober 1960) was een bekend vrijmetselaar en soeverein grootmeester van de Ordre Martiniste.
Hij was eveneens patriarch van de Église Gnostique Universelle, een gnostische kerk.
In het profane leven was hij ingenieur van bruggen en wegen.